# Capitão Leônidas Marques
Capitão Leônidas Marques – miasto i gmina w Brazylii, w stanie Parana. Znajduje się w mezoregionie Oeste Paranaense i mikroregionie Cascavel.